# Chuu (single)
Singles de Chuu (Loona)
Yves
(2017) Go Won
(2018)
Chuu (version alternative : Yves & Chuu) est le dixième single du projet de pré-débuts du girl group sud-coréen Loona. Il est sorti le 28 décembre 2017 par Blockberry Creative. Il introduit officiellement Chuu et contient deux chansons, le solo « Heart Attack » et « Girl's Talk » en duo avec Yves.

## Liste des pistes
| Chuu | Chuu                       | Chuu                      | Chuu                      | Chuu              | Chuu  | Chuu | Chuu | Chuu | Chuu |
| No   | Titre                      | Paroles                   | Musique                   | Arrangement       | Durée |      |      |      |      |
| ---- | -------------------------- | ------------------------- | ------------------------- | ----------------- | ----- | ---- | ---- | ---- | ---- |
| 1.   | Heart Attack (Chuu)        | 박지연 (MonoTree)         | Ollipop, Hayley Aitken    |                   | 3:14  |      |      |      |      |
| 2.   | Girl's Talk (Chuu et Yves) | G-High, 손고은 (MonoTree) | G-High, 손고은 (MonoTree) | G-High (MonoTree) | 3:17  |      |      |      |      |
| 6:31 |                            |                           |                           |                   |       |      |      |      |      |

## Classements
| Classement               | Meilleures positions | Ventes       |
| ------------------------ | -------------------- | ------------ |
| Gaon Weekly Album Chart  | 11                   | - COR: 2 294 |
| Gaon Monthly Album Chart | 55                   | - COR: 2 294 |